# Мислиња (река)
Мислиња (словен. Mislinja) је река у Словенији, у словеначком делу Корушке. Мислиња је главна притока реке Меже.
Река Мислиња дуга је 36 km, а њен слив заузима 238 km². Река извире испод западног дела Похорја, тече правцем југоисток - северозапад кроз долину и градове Мислиња и Словењ Градец. Мислиња се улива у реку Межу, близу Дравограда, а свега пар километара од ушћа Меже у Драву.